# Aldehorno
Aldehorno è un comune spagnolo di 71 abitanti situato nella comunità autonoma di Castiglia e León.